# Maki Fumihiko
Maki Fumihiko (槇 文彦 Điên Văn Ngạn) (sinh ngày 6 tháng 9 năm 1928) sinh ra tại Tokyo, Nhật Bản. Ông là một kiến trúc sư Hiện đại nổi tiếng thế giới.

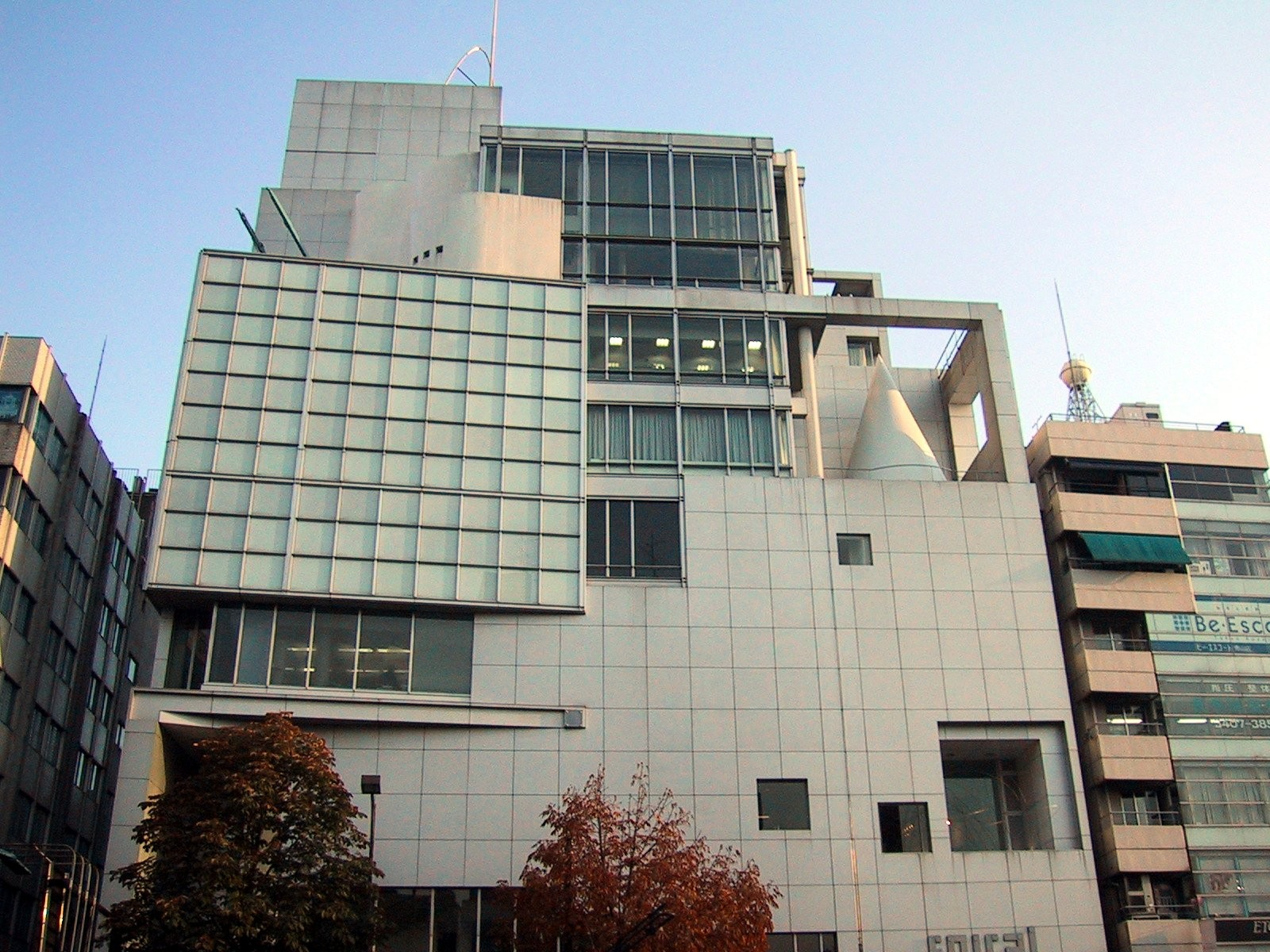
Nhà xoáy ốc tại Tokyo

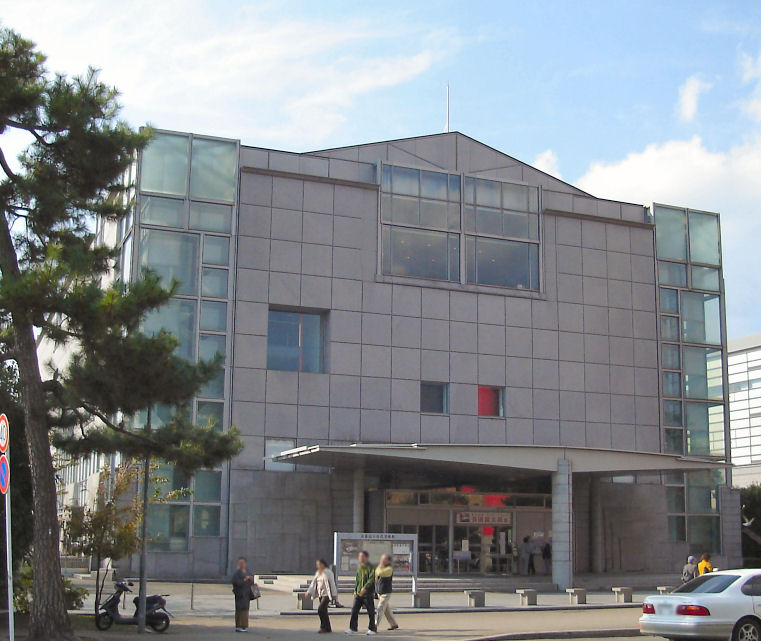
Bảo tàng Nghệ thuật Hiện đại Kyoto

Là học trò của Tange Kenzo tại Đại học Tokyo, Maki tốt nghiệp năm 1952. Sau đó ông chuyển đến học tại Học viện Hàn lâm Nghệ thuật Cranbrook tại Bloomfield Hills, Michigan, Mĩ. Sau đó ông lấy bằng thạc sĩ kiến trúc tại Đại học Harvard. Sau khi ra trường, ông làm việc cho các hãng Skidmore, Owings & Merrill ở New York và Sert Jackson và cộng sự ở Cambridge. Năm 1956, ông làm trợ lý giáo sư tại Đại học Washington và thiết kế công trình đầu tiên trên đất Mĩ là Trung tâm nghệ thuật Steinberg. Trong suốt thời gian làm việc trên đất Mĩ, Maki đã trải nghiệm được những kinh nghiệm thẩm mĩ về cả phương Đông và phương Tây và tạo dựng được cho mình một khiếu thẩm mĩ đa dạng để đáp ứng mọi loại khách hàng.
Năm 1965, Maki quay lại Nhật Bản mở văn phòng thiết kế Maki và cộng sự tại Tokyo. Hầu hết những công trình của ông được xây dựng tại Nhật Bản. Vật liệu ưu thích của ông là các vật liệu truyền thống của kiến trúc Hiện đại như thép, bê tông, kính... nhưng được mở rộng ra các vật liệu mới như nhôm và thủ pháp mới như khảm, chạm... Ông rất quan tâm đến việc ứng dụng các kĩ thuật cao vào công trình của mình. Mặc dù tự nhận mình là người theo chủ nghĩa Hiện đại, nhưng kiến trúc của ông lại rất quan tâm đến truyền thống lịch sử Nhật.
Ông được tặng giải thưởng Pritzker năm 1993.

## Công trình
- Nhà xoáy ốc, Tokyo, 1985
- Makuhari Messe, Trung Quốc, 1989
- Tòa nhà Tepia, Tokyo, Nhật Bản, 1989.
- Cung thể dục thể thao trung tâm Tokyo, Tokyo, Nhật Bản, 1990
- TV Asahi, Tokyo, 2003
- Trụ sở mới của Liên Hợp Quốc (đang xây dựng tại New York)